# Dinoptera lota
Dinoptera lota là một loài bọ cánh cứng trong họ Cerambycidae.